# Nombre de Courant

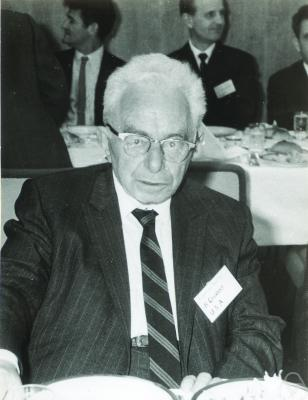
Richard Courant au premier plan.

Le nombre de Courant est un nombre sans dimension utilisé en informatique et en mathématiques et plus particulièrement en calcul par différences finies. Ce nombre porte le nom de Richard Courant, mathématicien allemand.

## Définition
On considère une équation aux dérivées partielles linéaire :
{\displaystyle {\frac {\partial w}{\partial t}}+v{\frac {\partial w}{\partial x}}=0.}
Dans le cas d'un problème à une dimension spatiale, le nombre de Courant est défini de la manière suivante :
{\displaystyle Co={\frac {v\Delta t}{\Delta x}}}
avec :
- v - vitesse dans la direction x
- Δt - intervalle temporel
- Δx - intervalle dimensionnel

Pour des schémas de dimension n en espace, le nombre s'écrira sous la forme :
{\displaystyle Co=\Delta t\sum _{i=1}^{n}{\frac {v_{x_{i}}}{\Delta x_{i}}},}
les valeurs de chaque intervalle dimensionnel pouvant être choisies indépendamment les unes des autres.
Pour des schémas où la solution est vectorielle et v devient une matrice, le nombre s'écrit cette fois-ci comme :
{\displaystyle Co={\frac {\Delta t}{\Delta x}}|v|_{\max },}
où |v|max est la plus grande valeur propre de v en valeur absolue.

## Utilisation
Ce nombre est connu pour son lien avec la condition de Courant–Friedrichs–Lewy (d'après Richard Courant, Kurt Friedrichs, et Hans Lewy) et consiste en une condition de convergence pour résoudre certaines équations aux dérivées partielles (notamment les équations aux dérivées partielles hyperboliques). Dans la pratique, il sert à donner le seuil dimensionnel sous lequel, pour un schéma numérique explicite, on observe une instabilité de calcul (erreur d'approximation) grandissant rapidement au fur et à mesure des calculs. Si la dimension de la grille est inférieure à la distance parcourue dans l'intervalle de pas de temps par l'onde la plus rapide que permet l'équation, l'erreur grandit et envahit la solution physique.
Il est utilisé dans de nombreux domaines comme celui de la prévision numérique du temps.